# Greatest Hits (Da Buzz)
Greatest Hits är det första samlingsalbumet av den svenska pop/dancegruppen Da Buzz, utgivet i oktober 2007 på Bonnier Music. Albumet består av 16 låtar; mestadels framgångsrika singlar men även fyra tidigare outgivna låtar. "Take All My Love" och "Baby Listen to Me" släpptes som singlar från albumet.
Albumet nådde som bäst plats 35 i Sverige.

## Låtlista
| Nr  | Titel                                               | Kompositör         | Längd |
| --- | --------------------------------------------------- | ------------------ | ----- |
| 1.  | Alive (från More Than Alive)                        | Per Lidén          | 3:26  |
| 2.  | Take All My Love (tidigare outgiven)                | Lidén              | 3:04  |
| 3.  | Dangerous (från Dangerous - The Album)              | Lidén              | 3:24  |
| 4.  | Do You Want Me (från Da Sound)                      | Lidén              | 3:41  |
| 5.  | Tonight (Is the Night) (från More Than Alive)       | Lidén, Pier Schmid | 3:28  |
| 6.  | Wonder Where You Are (från Wanna Be with Me?)       | Lidén              | 3:26  |
| 7.  | Without Breaking (från Last Goodbye)                | Lidén              | 3:37  |
| 8.  | Last Goodbye (från Last Goodbye)                    | Lidén              | 3:16  |
| 9.  | Wanna Be with Me? (från Wanne Be with Me?)          | Lidén              | 3:30  |
| 10. | How Could You Leave Me (från Dangerous - The Album) | Lidén              | 3:24  |
| 11. | Paradise (från Da Sound)                            | Lidén              | 3:16  |
| 12. | Let Me Love You (från Da Sound)                     | Lidén              | 3:41  |
| 13. | Baby Listen to Me (tidigare outgiven)               | Schmid             | 3:26  |
| 14. | Take a Chance (tidigare outgiven)                   | Lidén              | 3:18  |
| 15. | Don't You Ever Leave Me (tidigare outgiven)         | Schmid             | 3:44  |
| 16. | Da Buzz Club Mix (tidigare outgiven)                | Lidén              | 9:58  |

Innehåller även musikvideorna till "Do You Want Me" och "Alive".

## Medverkande
- Filip Cederholm – fotografi
- Yaya Productions – artwork

## Listplaceringar
| Lista (2007)                | Högsta position |
| --------------------------- | --------------- |
| Sverige (Sverigetopplistan) | 35              |